# Djoernatan
Djoernatan, ook bekend als de Djoernatan-gevangenis in Semarang, was tijdens de Japanse bezetting van Nederlands-Indië in de periode van 19 maart 1942 tot 10 februari 1943 een interneringskamp. De gevangenis stond aan de gelijknamige straat in het noordoosten van de stad (Benedenstad). De behuizing bestond uit gevangeniscellen/zalen en loodsen van bamboe en atap (palmbladeren) bij het vliegveld.
In de periode van 25 januari 1945 tot 11 april 1945 was dit een burgerkamp en van 14 oktober 1945 tot 16 oktober 1945 was dit een republikeins kamp.

## Werkzaamheden
In de gevangenis zaten stadswachters en andere Nederlandse krijgsgevangenen geïnterneerd. De gevangenen moesten in de periode van 21 maart 1942 tot ongeveer 15 april 1942 het vliegveld van Kalibanteng en de haven herstellen. Zij werden dagelijks overgebracht naar het vliegveld waar zij onder andere de landingsbanen moesten repareren. Bij het vliegveld was toen een barakkenkamp van bamboe en atap gebouwd. Half april werden ze naar het Jaarmarktterrein in Soerabaja getransporteerd. Hun werk op het vliegveld werd overgenomen door Britse en Nederlandse krijgsgevangenen uit Soerabaja, die begin 1943 weer naar Soerabaja terugkeerden. De Britse krijgsgevangenen verbleven, voordat zij naar Soerabaja werden, nog een maand in de Djoernatan-gevangenis. 